# American Journal of Science
American Journal of Science (abrégé en Am. J. Sci. ou AJS) est une revue scientifique à comité de lecture, créée en 1818 par Benjamin Silliman, qui publie des articles de recherches dans le domaine des sciences de la Terre.

## Histoire
Au cours de son histoire, le journal a changé de nom :
- American Journal of Science and Arts, 1818-1879  (ISSN 0099-5363)
- American Journal of Science, 1880-en cours  (ISSN 0002-9599)

## Facteur d'impact
D'après le Journal Citation Reports, le facteur d'impact de ce journal était de 3,045 en 2010.

## Bureau éditorial
Actuellement, les directeurs de publication sont C. Page Chamberlain (Université Stanford, Californie) et Dany M. Rye (Université Yale, Connecticut).